# Bandera de Huancayo
La bandera de Huancayo está formada por dos franjas verticales del mismo tamaño, verde oscura al asta y blanca al batiente. 
El verde simboliza la esperanza y la vegetación que se puede encontrar en el Valle del Mantaro y el blanco simboliza la paz. Este símbolo representa a la ciudad de Huancayo y es utilizada para toda actividad política y cultural. Es izada todos los domingos en la plaza Constitución junto a la bandera nacional del Perú.